# Le Meix-Tiercelin
Le Meix-Tiercelin ist eine französische Gemeinde im Département Marne in der Region Grand Est. Sie hat eine Fläche von 19,41 km² und 167 Einwohner (2022).

## Geografie
Die Gemeinde Le Meix-Tiercelin liegt in der Champagne sèche, 18 Kilometer südwestlich von Vitry-le-François am Oberlauf des Puits. Im Westen hat die Gemeinde einen Anteil am Truppenübungsplatz Camp de Mailly.

## Bevölkerungsentwicklung
| Jahr                       | 1962 | 1968 | 1975 | 1982 | 1990 | 1999 | 2009 | 2018 |
| -------------------------- | ---- | ---- | ---- | ---- | ---- | ---- | ---- | ---- |
| Einwohner                  | 249  | 203  | 163  | 172  | 150  | 175  | 191  | 171  |
| Quellen: Cassini und INSEE |      |      |      |      |      |      |      |      |

## Sehenswürdigkeiten
- Kirche Saint-Quentin (Monument historique)